# Toska (Ort)
Toska (mazedonisch und albanisch definit; kyrillisch Тоска; albanisch indefinit Toskë) ist ein aufgegebenes Dorf im zentralen Teil der Gemeinde Struga in der Region Südwesten der Republik Nordmazedonien.

## Geographie
Toska (albanischer Nach- und Ortsname) befindet sich 11 Kilometer Luftlinie nördlich der Gemeindehauptstadt Struga und liegt nördlich von Dolno und Gorno Tateši. Im Norden befindet sich Bogojci, im Osten Poum und im Westen Tašmaruništa.
Das Dorf liegt im Karaorman-Gebirge, das sich westlich des Dorfes auf 1320 m. i. J. erhebt.
Das Klima liegt wie in der ganzen Region im kontinental-mediterranen Übergangsgebiet.

## Bevölkerung
Der Ort hat keine Einwohner (Stand 2021). Die ehemaligen Bewohner gehörten der albanischen Minderheit an und sprachen einen südgegischen Dialekt. Sie bekannten sich fast ausschließlich zum Islam hanafitischer Rechtsschule.
Die nachfolgende Tabelle zeigt die demographische Entwicklung seit dem Zweiten Weltkrieg.
| Jahr      | 1948 | 1971 | 2002 | 2021 |
| --------- | ---- | ---- | ---- | ---- |
| Einwohner | 46   | 69   | 0    | 0    |

## Geschichte
Bis zu deren Fusion mit der Gemeinde Struga im Jahr 2004 gehörte Toska zur Gemeinde Delogoždi.